# Saint-Pierre-d'Amilly
 Saint-Pierre-d'Amilly  es una población y comuna francesa, situada en la región de Poitou-Charentes, departamento de Charente Marítimo, en el distrito de Rochefort y cantón de Surgères.

## Demografía
| 412 | 414 | 366 | 390 | 409 | 386 |
| Para los censos de 1962 a 1999 la población legal corresponde a la población sin duplicidades (Fuente: INSEE [Consultar]) |     |     |     |     |     |